# 메릴 스트립
메리 루이즈 "메릴" 스트립(영어: Mary Louise "Meryl" Streep, 1949년 6월 22일 ~ )은 미국의 배우다. 메릴 스트립은 언론이 꼽은 오늘날 최고 배우로 불리고 있으며, 자신이 맡은 배역과 연기력에서 다재다능한 모습을 보이는 것으로 특히 유명하다. 미국 아카데미상에 21차례 후보로 지명되어 가장 많이 후보에 오른 6명 배우 중 한 명이며, 그중에서 연기상을 3번 수상하였다. 또 골든 글로브상 후보도 31차례 올라 8차례 수상하였다.
메릴 스트립은 1975년 연극 《Trelawny of the Wells》로 본격적인 연기경력을 시작하였다. 1976년에는 《27 Wagons Full of Cotton》으로 토니상 연극부문 여우주연상 후보에 올랐다. 1977년에는 TV 영화 《Deadliest Season》과 같은 해 말에 제작된 《줄리아》로 스크린에 데뷔했다. 1978년에는 TV 미니시리즈 《홀로코스트》로 에미 상을 수상하였고,《디어 헌터》로 미국 아카데미상에 사상 처음 후보로 지명되었다. 이후 《크레이머 대 크레이머》(1979)와 《소피의 선택》(1982)으로 미국 아카데미상 여우조연상을 수상하였고, 《철의 여인》(2011)으로 미국 아카데미상 여우주연상을 수상했다. 이밖에 아카데미상 후보에 오른 영화로는 《어느 프랑스 대위의 여인》(1981), 《실크우드》(1983), 《아웃 오브 아프리카》(1985),  《엉겅퀴 꽃》(1987), 《어둠속의 외침》(1988), 《헐리웃 스토리》(1990), 《매디슨 카운티의 다리》(1995), 《원 트루 씽》(1998), 《뮤직 오브 하트》(1999), 《어댑테이션》(2002), 《악마는 프라다를 입는다》(2006), 《다우트》(2008), 《줄리 & 줄리아》(2009), 《어거스트: 가족의 초상》(2013), 《숲속으로》(2014)와 《플로렌스》(2016), 《더 포스트》(2017)가 있다.
메릴 스트립은 2001년 퍼블릭 씨어터에서 공연 한 연극 《The Seagull》로 20년 만에 무대로 돌아왔으며, HBO 미니시리즈 《엔젤스 인 아메리카》(2003)로 에미상 영화 미니시리즈 여우주연상과 골든 글로브상 텔레비전 영화 미니시리즈 여우주연상을 수상하였다. 이밖에 2004년 여배우 중 최연소로 AFI 라이프 업적상, 2008년 링컨 센터 영화 협회의 갈라 헌사상, 2011년 케네디 센터 명예상을 수상함으로써 미국 문화에 공헌한 바 있다. 대통령 버락 오바마는 2010년 국립 예술 메달을, 2014년에 대통령 자유 훈장을 수여했다. 2003년에는 프랑스 정부로부터 문화예술공로훈장을 수여받았으며, 2017년에는 골든 글로브상 세밀B.데밀상을 수상했다.

## 성장 과정
스트립은 1949년 6월 22일 뉴저지주 서밋에서 광고 예술가 겸 미술 편집장 마리 울프 윌킨슨(1915–2001)과 제약사 경영진의 해리 윌리엄 스트립 주니어(1910–2003)의 딸로 태어났다. 형제로는 두 명의 동생 다나 데이비와 해리 윌리엄 3세가 있다.

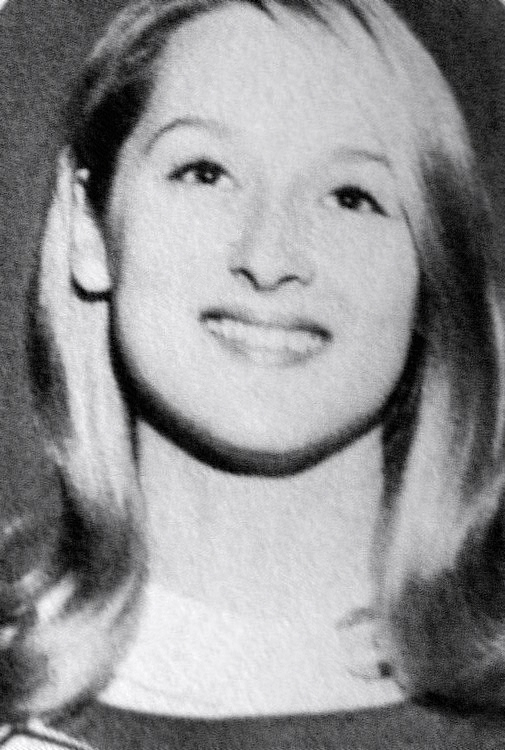
1966년 중고등학교 시절 스트립

스트립의 아버지는 독일인과 스위스인의 후손이다. 그녀의 어머니는 잉글랜드인, 독일인, 아일랜드인의 후손이다. 그녀의 8대 증조부인 로렌스 윌킨슨은 로드 아일랜드에 정착한 최초의 유럽인 중 한 사람이였다. 스트립은 또한 펜실베니아의 설립자인 윌리엄 펜의 먼 친척이다. 기록에 따르면 그녀의 가족은 주 내 첫 번째 토지 구매자 중 하나이다.

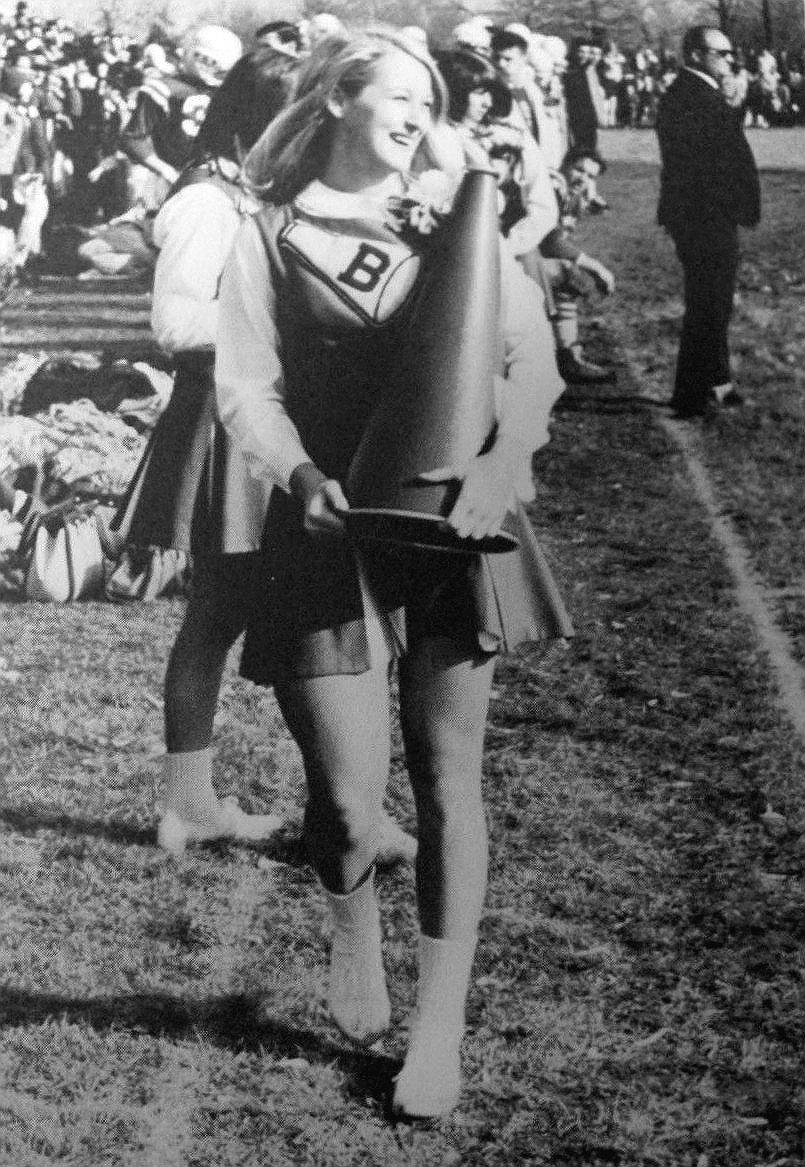
1966년 베르나르드 고등학교 시절 치어리더로 활동하던 스트립

스트립은 장로교 가정에서 성장하였고, 뉴저지주 베스킹 릿지에 위치한 시더 힐 초등학교에 다녔다. 그녀는 중학교 때, 연극 《The Family Upstairs》에 출연했다. 1963년에 가족은 뉴저지주 버나드 빌로 이주하면서 버나드 고등학교에 다녔다. 고등학교 시절에 스트립은 수많은 학교 연극에 출연했지만 그녀는 그다지 연극에 큰 관심이 없었다. 그녀는 캠퍼스 곳곳에서 주목을 받던 1969년에 배서 칼리지에서 연극 《Miss Julie》에서 연기에 참여했다.
그녀는 1971년에 예일 대학교 연극에서 미술학(MFA)을 신청하기 전에 대학에서 문학 쿰 라우데(Cum함께+칭찬하다 Laude.우수한 성적.)를 받았다. 스트립은 무대에서 다양한 역할을 했고, 1975년 예일 대학교에서 MFA 석사과정을 받았다. 스트립은 1970년 가을에 다트머스 대학교에 방문한 학생으로 등록 되었고, 1981년에 대학에서 명예 박사 학위를 받았다.

## 사생활

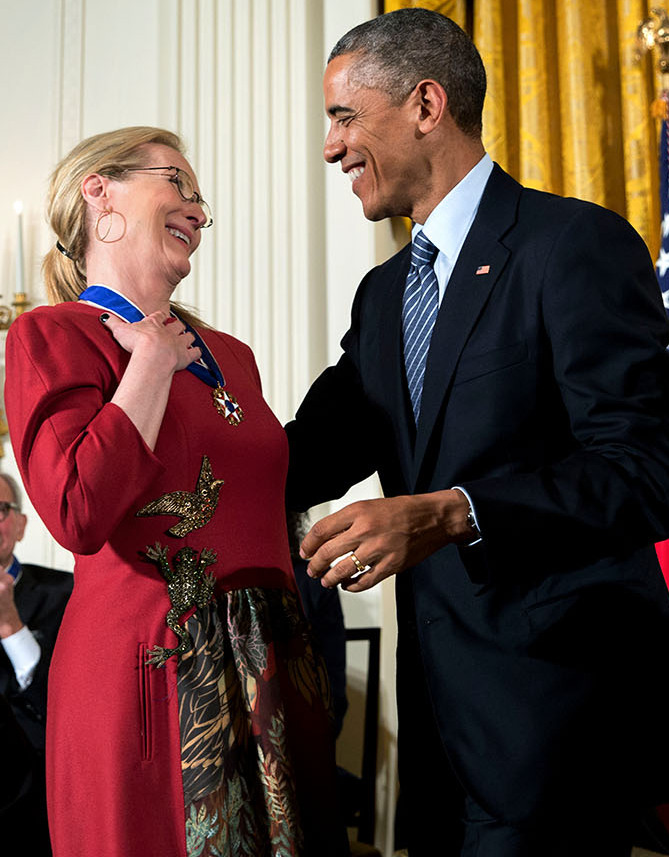
버락 오바마와 스트립

스트립은 배우 존 카제일과 연인사이였으며, 1978년 3월에 카제일이 폐암으로 사망할 때까지 3년 동안 함께 살았다. 스트립은 그의 죽음에 대해 “나는 그것을 극복하지 못했다. 나는 그것을 극복하고 싶지 않았다.”라고 말했다.
카제일이 사망한지 6개월 후, 스트립은 조각가 돈 거머와 결혼식을 올렸다.  두 사람 사이에는 네 명의 자녀가 있는데, 뮤지션의 헨리 울프 거머(1979년 출생), 배우의 마미 거머(1983년 출생)과 그레이스 거머(1986년 출생)과 모델 루이사 거머(1991년 출생)를 두고 있다.
스트립은 동료 배우 캐럴 피셔의 딸 빌리 로드의 대모이다.

## 출연 작품

### 영화

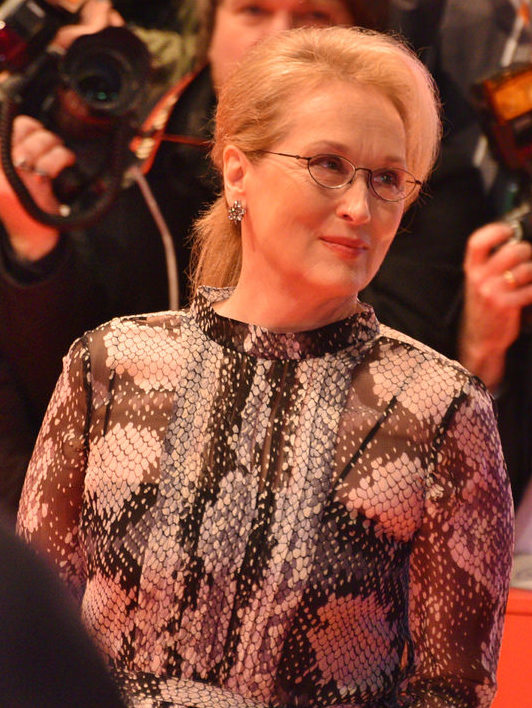
베를린 국제 영화제에서 스트립

| 년도 | 제목                                                                        | 역할                        | 비고                    | 참조.  |
| ---- | --------------------------------------------------------------------------- | --------------------------- | ----------------------- | ------ |
| 1977 | 줄리아 Julia                                                                | 앤 메리                     |                         |        |
| 1978 | 디어 헌터 The Deer Hunter                                                   | 린다                        |                         |        |
| 1979 | 맨해튼 Manhattan                                                            | 질                          |                         |        |
| 1979 | 조 타이난의 유혹 The Seduction of Joe Tynan                                 | 카렌 트라이너               |                         | [ 21 ] |
| 1979 | 크레이머 대 크레이머 Kramer vs. Kramer                                      | 조안나 크레이머             |                         |        |
| 1981 | 어느 프랑스 대위의 여인 The French Lieutenant's Woman                       | 사라 / 애나                 |                         |        |
| 1982 | 살의의 향기 Still of the Night                                              | 브룩 레이놀즈               |                         |        |
| 1982 | 소피의 선택 Sophie's Choice                                                 | 소피 자비스토브스카         |                         |        |
| 1983 | 실크우드 Silkwood                                                           | 카렌 실크우드               |                         | [ 22 ] |
| 1984 | 폴링 인 러브 Falling in Love                                                | 몰리 길모어                 |                         | [ 23 ] |
| 1985 | 플랜티 Plenty                                                               | 수잔 트라헨                 |                         | [ 24 ] |
| 1985 | 아웃 오브 아프리카 Out of Africa                                            | 카렌 블릭센                 |                         |        |
| 1986 | 제 2의 여인 Heartburn                                                       | 레이첼 루이즈 샘스태트      |                         |        |
| 1987 | 엉겅퀴 꽃 Ironweed                                                          | 헬렌 아처                   |                         |        |
| 1988 | 어둠 속의 외침 A Cry in the Dark                                            | 린디 챔버라인               |                         |        |
| 1989 | 메릴 스트립의 작은 악마 She-Devil                                           | 메리 피셔                   |                         | [ 25 ] |
| 1990 | 헐리웃 스토리 Postcards from the Edge                                       | 수잔느 베일                 |                         |        |
| 1991 | 영혼의 사랑 Defending Your Life                                             | 줄리아                      |                         | [ 26 ] |
| 1991 | Age 7 in America                                                            | 내레이션                    | 다큐멘터리              | [ 27 ] |
| 1992 | 죽어야 사는 여자 Death Becomes Her                                          | 매들린 애쉬튼               |                         |        |
| 1993 | 하우스 오브 스피리트 : 영혼의 집 The House of the Spirits                   | 클라라                      |                         |        |
| 1994 | 리버 와일드 The River Wild                                                  | 게일 하트먼                 |                         | [ 28 ] |
| 1995 | The Living Sea                                                              | 내레이션                    | 다큐멘터리              | [ 29 ] |
| 1995 | 매디슨 카운티의 다리 The Bridges of Madison County                          | 프란체스카 존슨             |                         |        |
| 1996 | 비포 앤 애프터 Before and After                                             | 캐럴린 라이언 의사          |                         |        |
| 1996 | 마빈의 방 Marvin's Room                                                     | 리                          |                         | [ 30 ] |
| 1998 | 루나사에서 춤을 Dancing at Lughnasa                                         | 케이트 문디                 |                         | [ 31 ] |
| 1998 | 원 트루 씽 One True Thing                                                   | 케이트 굴든                 |                         | [ 32 ] |
| 1999 | 뮤직 오브 하트 Music of the Heart                                           | 로버타 과스파리             |                         | [ 33 ] |
| 1999 | Ginevra's Story                                                             | 내레이션                    | 다큐멘터리              |        |
| 2001 | A.I. A.I. Artificial Intelligence                                           | 블루 메카                   | 목소리 출연             | [ 34 ] |
| 2002 | 어댑테이션 Adaptation                                                       | 수잔 올리언                 |                         | [ 35 ] |
| 2002 | 디 아워스 The Hours                                                         | 클라리사 본                 |                         | [ 36 ] |
| 2003 | 붙어야 산다 Stuck on You                                                    | 자신                        | 카메오                  | [ 37 ] |
| 2004 | 맨츄리안 켄디데이트 The Manchurian Candidate                                | 엘리노 프렌티스 쇼 상원의원 |                         | [ 38 ] |
| 2004 | 레모니 스니켓의 위험한 대결 Lemony Snicket's A Series of Unfortunate Events | 조세핀 이모                 |                         | [ 39 ] |
| 2005 | 프라임 러브 Prime                                                           | 리사 메츠거                 |                         | [ 40 ] |
| 2005 | Stolen Childhoods                                                           | 내레이션                    | 다큐멘터리              | [ 41 ] |
| 2006 | 프레리 홈 컴패니언 A Prairie Home Companion                                 | 욜란다 존슨                 |                         | [ 42 ] |
| 2006 | The Music of Regret                                                         | 여성                        | 단편 영화               | [ 43 ] |
| 2006 | 악마는 프라다를 입는다 The Devil Wears Prada                                | 미란다 프리슬리             |                         |        |
| 2006 | 앤트 불리 The Ant Bully                                                     | 앤트 여왕 (더빙)            | 애니메이션 영화         |        |
| 2006 | Hurricane on the Bayou                                                      | 내레이션                    | 단편 다큐멘터리         |        |
| 2007 | 암흑 물질 Dark Matter                                                       | 조안나 실버                 |                         |        |
| 2007 | 이브닝 Evening                                                              | 라일라 로스                 |                         | [ 44 ] |
| 2007 | 렌디션 (영화) Rendition                                                     | 코린 위트먼                 |                         | [ 45 ] |
| 2007 | 로스트 라이언즈 Lions for Lambs                                             | 제니 로스                   |                         | [ 46 ] |
| 2008 | 맘마 미아! Mamma Mia!                                                       | 도나 쉐르단                 |                         | [ 47 ] |
| 2008 | 다우트 Doubt                                                                | 알로이시스 수녀             |                         | [ 48 ] |
| 2009 | 줄리 & 줄리아 Julie & Julia                                                 | 줄리아 차일드               |                         |        |
| 2009 | 판타스틱 Mr. 폭스 Fantastic Mr. Fox                                         | 폭스 부인 (더빙)            | 애니메이션 영화         | [ 49 ] |
| 2009 | 사랑은 너무 복잡해 It's Complicated                                         | 제인 애들러                 |                         |        |
| 2010 | Higglety Pigglety Pop! or There Must Be More to Life                        | 제니                        | 단편 영화               | [ 50 ] |
| 2011 | 철의 여인 The Iron Lady                                                     | 마가렛 대처                 |                         | [ 51 ] |
| 2012 | 투 더 아틱 3D To the Arctic 3D                                              | 내레이션                    | 다큐멘터리              | [ 52 ] |
| 2012 | 호프 스프링즈 Hope Springs                                                  | 케이 소아메스               |                         | [ 53 ] |
| 2013 | 윙스 오브 라이프 Wings of Life                                              | 내레이션                    | 다큐멘터리              | [ 54 ] |
| 2013 | 걸 라이징 Girl Rising                                                       | 내레이션                    | 다큐멘터리              | [ 55 ] |
| 2013 | 어 피어스 그린 파이어 A Fierce Green Fire                                   | 내레이션                    | 다큐멘터리              | [ 56 ] |
| 2013 | 아웃 오브 프린트 Out of Print                                               | 내레이션                    | 다큐멘터리              | [ 57 ] |
| 2013 | 어거스트: 가족의 초상 August: Osage County                                  | 바이올렛 웨스턴             |                         | [ 58 ] |
| 2014 | 더 기버: 기억전달자 The Giver                                               | 수석 원로                   |                         | [ 59 ] |
| 2014 | 더 홈즈맨 The Homesman                                                      | 알타 카터                   |                         | [ 60 ] |
| 2014 | 숲속으로 Into the Woods                                                     | 마녀                        |                         | [ 61 ] |
| 2015 | 어바웃 리키 Ricki and the Flash                                             | 릭키                        |                         | [ 62 ] |
| 2015 | 서프레제트 (영화) Suffragette                                               | 에멀린 팽크허스트           |                         | [ 63 ] |
| 2015 | 샤우트 글라디 글라디 Shout Gladi Gladi                                      | 내레이션                    | 다큐멘터리              | [ 64 ] |
| 2016 | 플로렌스 Florence Foster Jenkins                                            | 플로렌스 포스터 젱킨스      |                         | [ 65 ] |
| 2017 | 위 라이즈 We Rise                                                           | 내레이션                    | 다큐멘터리 영화         | [ 66 ] |
| 2017 | 더 가디언 브라더스 The Guardian Brothers                                    | 내레이션                    | 목소리 출연 (영어 버전) | [ 67 ] |
| 2017 | 더 포스트 The Post                                                          | 캐서린 그레이엄             |                         | [ 68 ] |
| 2018 | 맘마미아! 2 Mamma Mia! Here We Go Again                                     | 도나 쉐르단                 | 제작 후반               | [ 69 ] |
| 2018 | 메리 포핀스 리턴즈 Mary Poppins Returns                                     | 톱시 포핀스                 |                         | [ 70 ] |
| 2018 | 디스 체인지스 에브리띵 This Changes Everything                              |                             | 다큐멘터리              |        |
| 2019 | 시크릿 세탁소 The Laundromat                                                | 앨런 마틴                   |                         |        |
| 2019 | 작은 아씨들 Little Women                                                    | 조세핀 마치 고모            |                         |        |
| 2020 | 더 프롬 The Prom                                                            | 디 디 앨런                  |                         |        |
| 2020 | Let Them All Talk                                                           | 앨리스 휴즈                 |                         |        |
| 2021 | 돈 룩 업 Don't Look Up                                                      | 제니스 올린                 |                         |        |
| 2026 | 악마는 프라다를 입는다 2 The Devil Wears Prada 2                            | 미란다 프리슬리             |                         |        |

### 텔레비전
| 제목    | 년도                                   | 역할                                                                                    | 비고                                | 참조.  |
| ------- | -------------------------------------- | --------------------------------------------------------------------------------------- | ----------------------------------- | ------ |
| 1976    | Everybody Rides the Carousel           | 로버 (목소리 출연)                                                                      | 텔레비전 영화                       |        |
| 1977    | The Deadliest Season                   | 샤론 밀러                                                                               | 텔레비전 영화                       |        |
| 1977    | Secret Service                         | 에디트 바니                                                                             | 1 에피소드                          |        |
| 1978    | Holocaust                              | 잉가 헬름스 바이스                                                                      | 텔레비전 미니시리즈                 |        |
| 1979    | Uncommon Women and Others              | 레일라                                                                                  | 텔레비전 영화                       |        |
| 1981    | Kiss Me, Petruchio                     | 캐서린                                                                                  | 텔레비전 다큐멘터리                 |        |
| 1982    | Alice at the Palace                    | 앨리스                                                                                  | 텔레비전 영화                       |        |
| 1990    | The Earth Day Special                  | 걱정되는 시민                                                                           | 텔레비전 스페셜                     |        |
| 1994    | 심슨 가족 The Simpsons                 | 제시카 러브조이 (목소리 출연)                                                           | 에피소드: "Bart's Girlfriend"       | [ 71 ] |
| 1997    | ...First Do No Harm                    | 로리 레이뮬러                                                                           | 텔레비전 영화                       |        |
| 1999    | King of the Hill                       | 에스미 도테리브 이모 (목소리 출연)                                                      | 에피소드: "A Beer Can Named Desire" | [ 72 ] |
| 2003    | 엔젤스 인 아메리카 Angels in America   | 한나 피트 / 에텔 로젠버그 / 더 라비                                                     | 텔레비전 미니시리즈                 |        |
| 2003    | Freedom: A History of US               | 아비게일 아담스 / 마리 이스테이 / 마리 해리스 존스 (존스의 엄마) / 마가렛 체이스 스미스 | 텔레비전 미니시리즈 (4 에피소드)    | [ 73 ] |
| 2007    | Ocean Voyagers                         | 내레이션                                                                                | 다큐멘터리                          | [ 74 ] |
| 2010–12 | Web Therapy                            | 카밀라 보우너                                                                           | 5 에피소드                          |        |
| 2013    | Makers: Women Who Make America         | 내레이션                                                                                | 다큐멘터리                          | [ 75 ] |
| 2014    | The Roosevelts                         | 엘리너 루즈벨트 (목소리 출연)                                                           | 다큐멘터리                          | [ 76 ] |
| 2017    | Five Came Back                         | 내레이션                                                                                | 다큐멘터리                          | [ 77 ] |
| 2019    | 커져버린 사소한 거짓말 Big Little Lies | 마리 루이스 라이트                                                                      | 텔리비전 시리즈; 시즌 2             | [ 78 ] |
| 2023    | 2050: 벼랑 끝 인류 Extrapolations      | 이브                                                                                    | 텔리비전 시리즈                     |        |

### 연극
| 제목    | 년도                                               | 역할                                 | 장소                                     | 참조.                |
| ------- | -------------------------------------------------- | ------------------------------------ | ---------------------------------------- | -------------------- |
| 1975    | Trelawny of the Wells                              | 미스 이모젠 패럿                     | 비비안 보몬트 극장                       | [ 79 ]               |
| 1976    | A Memory of Two Mondays / 27 Wagons Full of Cotton | 패트리샤 / 플로라 메이건             | 플레이하우스 극장                        | [ 80 ]               |
| 1976    | Secret Service                                     | 에이트 바니                          | 플레이하우스 극장                        | [ 81 ]               |
| 1976    | Henry V                                            | 캐서린                               | 델라코테 극장                            | [ 82 ] [ 83 ]        |
| 1976    | Measure for Measure                                | 이사벨라                             | 델라코테 극장                            | [ 82 ] [ 84 ] [ 85 ] |
| 1977    | The Cherry Orchard                                 | 던야샤                               | 비비안 보몬트 극장                       | [ 86 ] [ 87 ]        |
| 1977    | Happy End                                          | 릴리안 홀리데이 중위 ("할렐루야 릴") | 마틴 벡 극장                             | [ 88 ]               |
| 1978    | 'The Taming of the Shrew                           | 카타리나                             | 델라코테 극장                            | [ 82 ] [ 89 ]        |
| 1979    | Taken in Marriage                                  | 안드레아                             | 조셉 팝 퍼블릭 극장 & 뉴먼 극장          | [ 82 ] [ 90 ]        |
| 1980–81 | Alice in Concert                                   | 앨리스                               | 조셉 팝 퍼블릭 극장 & 앤스패쳐 극장      | [ 82 ] [ 91 ]        |
| 2001    | The Seagull                                        | 아르카디나                           | 델라코테 극장                            | [ 92 ]               |
| 2004    | Bridge and Tunnel                                  | 프로듀서                             | 씨어터 앳 45 블리커 & 블리커 스트릿 극장 | [ 82 ] [ 93 ]        |
| 2006    | Mother Courage and Her Children                    | 마더 코우라쥐                        | 델라코테 극장                            | [ 94 ]               |

## 수상 및 후보

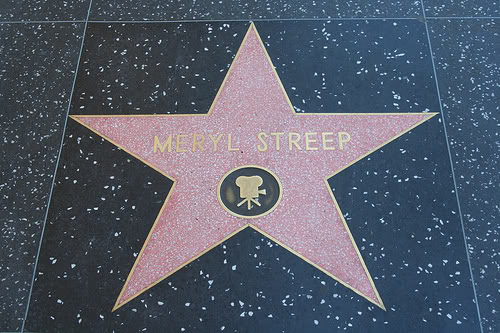
헐리우드 명예의 거리에 있는 메릴 스트립 별 (6255 Sunset Blvd, Ste 150)

스트립은 21회의 미국 아카데미상에 후보 지명되어 3회를 수상었으며,(세 번째로 수상한 다섯 번째 배우이다) 31회의 골든 글로브상에 후보 지명되어 8회를 수상(역사상 가장 많이 후보에 든 배우이다), 17회의 미국 배우 조합상에 후보 지명되어 2회의 수상과 15회의 영국 아카데미상(BAFTA)에 후보 지명되어 2회 수상하였다.

## 같이 보기
- 아카데미상 최고 기록 목록